# Ain't Nobody Home
"Ain't Nobody Home" is een nummer van de Amerikaanse zanger Howard Tate. Het nummer verscheen op zijn debuutalbum Get It While You Can uit 1966. Dat jaar werd het uitgebracht als de eerste single van het album. Een bekende cover is afkomstig van B.B. King, die het in 1971 op zijn album B.B. King in London zette.

## Achtergrond
"Ain't Nobody Home" is geschreven en geproduceerd door Jerry Ragovoy. Tate kwam in contact met Ragovoy via Garnet Mimms, met wie hij op dat moment in een band zat. Op advies van Mimms ging Ragovoy een samenwerking met Tate aan, voor wie hij een aantal nummers schreef. Naast "Ain't Nobody Home" waren dit "How Come My Bulldog Don't Bark" en "Look at Granny Run, Run". Het nummer kwam tot plaats 63 in de Amerikaanse Billboard Hot 100, alhoewel de single in een aantal grote steden op de eerste plaats in de lokale hitlijsten stond.
"Ain't Nobody Home" is vele malen gecoverd. De bekendste versie is afkomstig van B.B. King, die het in 1971 uitbracht op zijn album B.B. King in London. Zijn cover bereikte in de Verenigde Staten de 46e plaats in de Billboard Hot 100. In 1989 werd het opnieuw uitgebracht, nadat het werd gebruikt in een commercial van Levi's. Ditmaal kwam het in Nederland tot de zesde plaats in de Tipparade en tot plaats 42 in de Nationale Hitparade Top 100. In 1997 bracht King een nieuwe versie uit met D'Angelo op zijn album Deuces Wild, en in 2005 kwam er een duet met Daryl Hall uit op het album 80.

## Hitnoteringen
Alle noteringen zijn behaald door de versie van B.B. King.

### Nationale Hitparade Top 100
| Hitnotering: 09-09-1989 t/m 21-10-1989 | Hitnotering: 09-09-1989 t/m 21-10-1989 | Hitnotering: 09-09-1989 t/m 21-10-1989 | Hitnotering: 09-09-1989 t/m 21-10-1989 | Hitnotering: 09-09-1989 t/m 21-10-1989 | Hitnotering: 09-09-1989 t/m 21-10-1989 | Hitnotering: 09-09-1989 t/m 21-10-1989 | Hitnotering: 09-09-1989 t/m 21-10-1989 | Hitnotering: 09-09-1989 t/m 21-10-1989 |
| Week                                   | 1                                      | 2                                      | 3                                      | 4                                      | 5                                      | 6                                      | 7                                      |                                        |
| -------------------------------------- | -------------------------------------- | -------------------------------------- | -------------------------------------- | -------------------------------------- | -------------------------------------- | -------------------------------------- | -------------------------------------- | -------------------------------------- |
| Positie                                | 93                                     | 69                                     | 54                                     | 42                                     | 42                                     | 56                                     | 88                                     | uit                                    |

### NPO Radio 2 Top 2000
| Nummer met noteringen in de NPO Radio 2 Top 2000 | '07  | '08 | '09  | '10  | '11  | '12  | '13 | '14  | '15  |
| ------------------------------------------------ | ---- | --- | ---- | ---- | ---- | ---- | --- | ---- | ---- |
| Ain't Nobody Home                                | 1253 | -   | 1748 | 1568 | 1283 | 1543 | -   | 1959 | 1756 |

1. ↑  Een '-' betekent dat het nummer niet was genoteerd en een vetgedrukt getal geeft de hoogste notering aan.
2. ↑  2007 was het eerste jaar met een notering voor dit nummer.
3. ↑  Deze tabel is bijgewerkt tot en met de laatste editie (2024).